# Кавешников, Борис Вениаминович
Борис Вениаминович Кавешников (род. 30 сентября 1974) — киргизский и российский легкоатлет, специалист по бегу на средние дистанции. Выступал за сборные Киргизии и России по лёгкой атлетике в 1995—2001 годах, обладатель серебряной медали Западноазиатских игр в Тегеране, победитель и призёр первенств национального значения, действующий рекордсмен Киргизстана в беге на 800 метров на открытом стадионе и в закрытом помещении, участник летних Олимпийских игр в Атланте. Представлял Свердловскую и Московскую области. Мастер спорта России международного класса. Тренер по лёгкой атлетике.

## Биография
Борис Кавешников родился 30 сентября 1974 года.
Впервые заявил о себе на международном уровне в сезоне 1995 года, когда вошёл в состав киргизской национальной сборной и выступил на чемпионате мира по кроссу в Дареме, где в забеге на 12,02 км занял итоговое 178-е место. Также, будучи студентом, стартовал в дисциплине 800 метров на Универсиаде в Фукуоке.
Благодаря череде удачных выступлений удостоился права защищать честь страны на летних Олимпийских играх 1996 года в Атланте — на предварительном квалификационном этапе бега на 800 метров показал результат 1:48,88 и в полуфинал не вышел.
В 1997 году на дистанции 800 метров стартовал на чемпионате мира в помещении в Париже, завоевал серебряную медаль на Западноазиатских играх в Тегеране.
В 1998 году представлял Свердловскую область на чемпионате России в Москве, став в беге на 800 метров серебряным призёром. Кроме того, в этом сезоне выступал за Киргизию на Азиатских играх в Бангкоке.
В июле 1999 года на соревнованиях в Москве установил ныне действующий национальный рекорд Киргизии в дисциплине 800 метров на открытом стадионе — 1:46,04, тогда как на чемпионате России в Туле выиграл серебряную и бронзовую медали на дистанциях 800 и 1500 метров соответственно.
В январе 2000 года на соревнованиях Indoor Meeting Karlsruhe в Германии установил ныне действующий национальный рекорд Киргизии в беге на 800 метров в закрытом помещении — 1:47,56. В той же дисциплине взял бронзу на зимнем чемпионате России в Волгограде и на летнем чемпионате России в Туле.
В 2001 году был третьим на зимнем чемпионате России в Москве и одержал победу на летнем чемпионате России в Туле. Приняв российское гражданство, вошёл в основной состав российской национальной сборной и выступил в беге на 800 метров на чемпионате мира в Эдмонтоне — не смог пройти здесь дальше предварительного квалификационного этапа.
В 2005 году с командой Свердловской области выиграл бронзовую медаль в эстафете 4 × 400 метров на чемпионате России в Туле.
Завершил спортивную карьеру по окончании сезона 2009 года.
За выдающиеся спортивные достижения удостоен почётного звания «Мастер спорта России международного класса».
Впоследствии проявил себя как тренер по лёгкой атлетике, член екатеринбургского бегового клуба «Урал-100».